# Oreja de Dionisio
La Oreja de Dionisio (italiano: Orecchio di Dionisio) es una latomía o cueva artificial, realizada en piedra caliza y excavada en la colina de las Temenitas dentro del Parque Arqueológico de Neapolis, en la ciudad de Siracusa, en la isla de Sicilia, en Italia. Su nombre viene de su similitud con una oreja humana.
La Oreja de Dionisio era probablemente la mayor formación de caliza de la vieja cantera. Tiene 23 m de alto y se extiende 65 metros dentro del acantilado. Horizontalmente, su forma es aproximadamente curva. Verticalmente, se estrecha en lo alto como una lágrima. Debido a su forma de oreja tiene una sensacional acústica, haciendo que incluso un pequeño sonido resuene en la cueva.

## Leyenda
El nombre de la cueva fue acuñado en 1586 por el pintor Caravaggio, referido al tirano Dionisio I de Siracusa. Según la leyenda (posiblemente creada por Caravaggio), Dionisio usó la cueva como prisión para los disidentes, y por medio de su perfecta acústica escuchaba a escondidas los planes y secretos de sus cautivos. Otra leyenda espantosa afirma que Dionisio excavó la cueva con esa forma para amplificar los gritos de los prisioneros cuando eran torturados.
Debido a su reputación de impecable acústica, la Oreja de Dionisio ha sido comparada a un audífono con un tubo flexible. El término 'Oreja de Dionisio' puede también referirse a la vigilancia, específicamente la política.

## El sitio en la cultura popular
La cueva se presenta como la ubicación de la tumba de Arquímedes en la película Indiana Jones y el dial del destino.